# Фантастична планета
«Фантастична планета» (фр. La Planète sauvage, букв. Дика планета, чеськ. Divoká planeta) — повнометражний анімаційний фільм відомого французького режисера Рене Лалу. Екранізація роману письменника-фантаста Стефана Вуля «Оми на потоці» (фр. Oms en série, 1957). Фільм є одним з перших зразків європейської анімації для дорослої аудиторії і в той же час першим повнометражним мультфільмом, знятим французьким режисером. Він відкрито полемізує з традицією Волта Діснея, в тому числі і в техніці анімації — на противагу мальованій діснеєвській мультиплікації, «Фантастична планета» зроблена у «перекладочній» техніці (вирізані з паперу і замінні в ході зйомки елементи фігур), більш скутої в пластиці руху, але значно багатшої в детальності й кольорі.

## Сюжет
У далекому майбутньому гігантські блакитні гуманоїди драги принесли з Землі на планету Ігам людей, які називаються омами (від фр. hommes). Драги вважають омів тваринами, і тримають їх як домашніх улюбленців, а омів, які живуть у дикій природі, періодично вбивають, щоб контролювати їхню популяцію. Драги живуть набагато довше за омів, але розмножуються набагато повільніше.
Граючись, троє драгів убивають омську жінку, а її осиротіле немовля знаходять Майстер Сінх, лідер Траагів, і його дочка Тіва, яка піклується про немовля, як домашнього улюбленця, та називає його Терр. Тіва любить Терра і стежить, щоб не поранити його, але, згідно з вказівками батьків, дає йому нашийник, за допомогою якого вона може дистанційно тягнути його в будь-якому напрямку. Тіва приводить Терра на заняття, на яких вона отримує освіту за допомогою гарнітури, яка передає знання в її розум. Через дефект нашийника Терр також отримує ці знання. Сінх довідується про поломку на заводі та припускає, що це пов'язано з діяльністю омів, яких він визнає кмітливими, але все ж позбавленими розуму.
Тіва підростає до підліткового віку і вперше виконує медитацію, що дозволяє її виду виходити з тіла. Терр тікає в пустелю, викравши гарнітуру Тіви. Коли Тіва притягує його за ошийник, Терра рятує дика дівчина, котра знімає йому нашийник і приводить до свого племені.
Терр показує диким омам, як використовувати гарнітуру для отримання знань драгів. За це його ненавидить шаман, якого досі неухильно слухалося все плем'я. Терр виборює в поєдинку право далі навчати омів. Племені вдається вбити тварину, що полювала на них. Грамотність, яку вони здобули, дозволяє омам прочитати оголошення драгів про те, що парк, де мешкають оми, буде отруєно. Частина омів гине, а інші втікають, об'єднавшись з іншим племенем. На них нападають двоє перехожих драгів, і омам вдається вбити одного з них, перш ніж втекти на покинутий ракетний склад.
Сінх отримує скарги на труднощі з винищенням омів. Драги задумуються про те, щоб убити всіх омів, навіть домашніх.
Оми живуть на складі роками, до них приєднується багато інших омів. Завдяки знанням, отриманим із гарнітури, їм вдається збудувати дві власні ракети за зразком дразьких. Вони сподіваються покинути Ігам та полетіти на його супутник, «Фантастичну планету», де можна буде жити в безпеці.
Під час великої облави драгів на склад Терр і ще група омів тікають на Фантастичну планету в ракетах. Там вони знаходять великі статуї, до яких драги подорожують під час медитації та використовують їх для зустрічі з істотами з інших галактик у своєрідному шлюбному ритуалі, який підтримує їхній вид. Оми знищують деякі статуї, загрожуючи існуванню драгів. Це змушує драгів припинити винищення омів і почати переговори про мир. Оми погоджуються покинути Фантастичну планету, а натомість драги створюють для їхнього проживання штучний супутник. На ньому оми отримують новий дім і відтоді співіснують з драгами, забезпечуючи їхнє суспільство новими ідеями.

## Сприйняття
«Фантастична планета» отримала загалом позитивні відгуки. На агрегаторі рецензій Rotten Tomatoes фільм отримав 91 % схвальних рецензій критиків. Консенсус сайту стверджує: «„Фантастична планета“ — це анімаційний епос, який по черзі є сюрреалістичним і милим, фантастичним і витонченим».
У 2016 році журнал «Rolling Stone» присудив «Фантастичній планеті» 36-е місце в переліку 40-а найкращих анімаційних фільмів.

## Нагороди
- Спеціальний приз журі на XXVI міжнародному кінофестивалі в Каннах (1973).

## Вплив
На думку деяких критиків, Рон Габбард, пишучи свій роман «Поле битви — Земля» (1982), запозичив основу сюжету з «Фантастичної планети».